# Fürstliches Residenzschloss Detmold

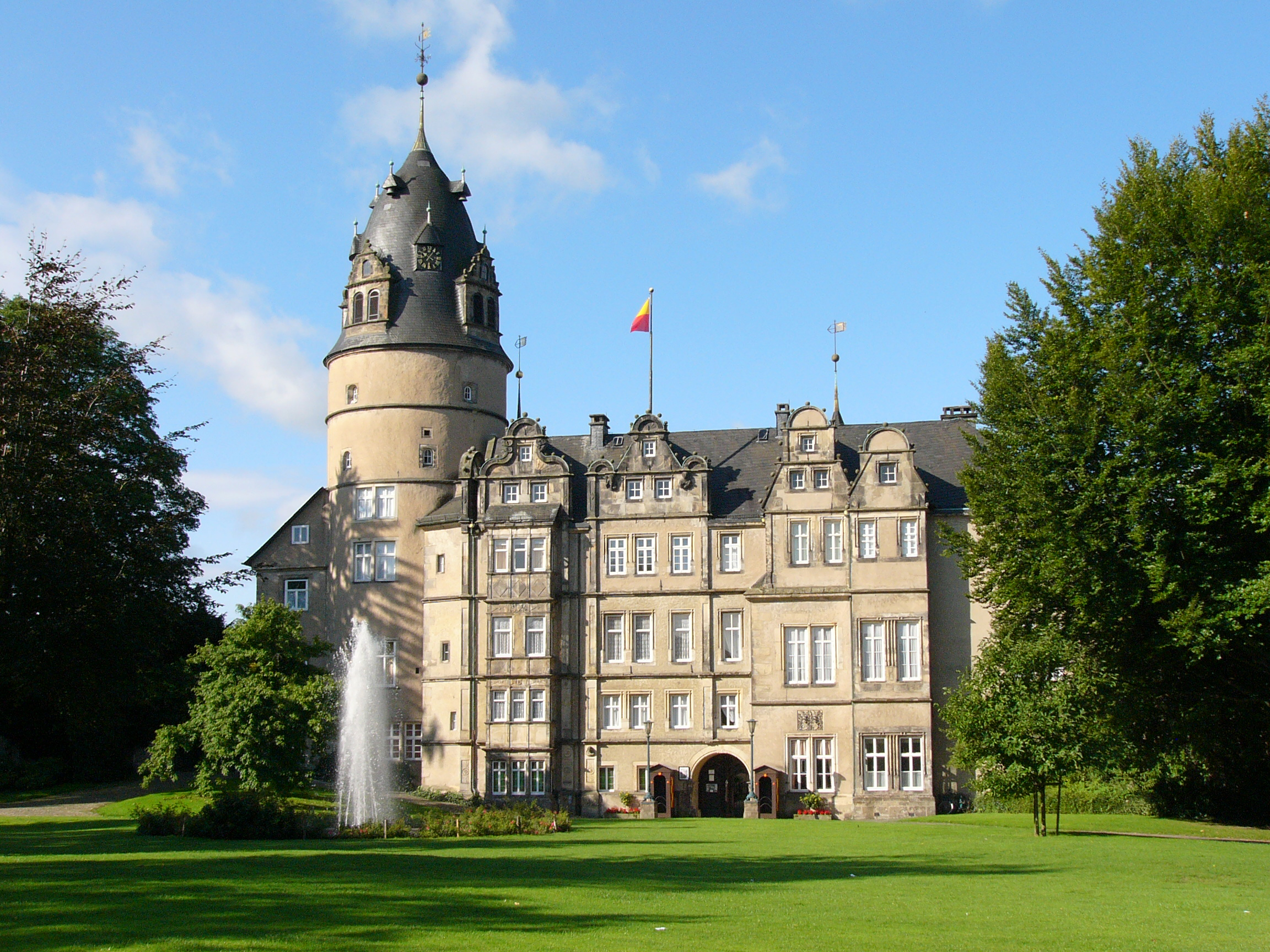
Fürstliches Residenzschloss Detmold

Das Fürstliche Residenzschloss Detmold befindet sich im Stadtzentrum von Detmold. Seinen Ursprung hatte das Schloss in einer alten Burg, die bereits im Jahre 1366 erstmals urkundlich erwähnt wurde. Das Schloss war jahrhundertelang Sitz der Grafen und Fürsten zur Lippe und wird bis heute vom jeweiligen Familienoberhaupt des Hauses Lippe bewohnt.

## Geschichte
Vor dem Ausbau zur Burg stand vermutlich im späten 8. oder frühen 9. Jahrhundert an gleicher Stelle ein Wirtschaftshof des Paderborner Bischofs, der von einem Schultheiß geleitet wurde. Der Ausbau zu einer Wasserburg dürfte mit der Übernahme der Herrschaft durch die Edelherren zur Lippe um 1200, spätestens jedoch mit der Gründung der Stadt Detmold durch Bernhard III. im Jahr 1263 erfolgt sein. Die Mauern des heutigen Schlossturms stammen aus dieser Zeit, während Teile des Süd- und Westflügels im 14. Jahrhundert erbaut wurden. Urkundlich wird die Burg erstmals 1366 erwähnt, zu dieser Zeit residierte Graf Simon III. gelegentlich in Detmold. Auch seine Nachfolger verließen zeitweilig ihren Stammsitz in Lippstadt, um in den nach oder um 1200 auf dem Gebiet des heutigen Kreises Lippe errichteten Burgen Blomberg, Brake bei Lemgo und Detmold zu wohnen. Im Verlauf der Soester Fehde 1447 ließ der Erzbischof von Köln Burg und Stadt Detmold von Böhmischen Söldnern plündern und zerstören. Danach wurden Burg und Stadt von Bernhard VII. zu Lippe zu einer starken Festung ausgebaut und mit einer mächtigen Wallanlage bewehrt. 1468 wählte Graf Bernhard VII. Detmold zu seiner ständigen Residenz. Sein Nachfolger, Bernhard VIII., berief 1549 den Baumeister Jörg Unkair nach Detmold, der sich einen Namen mit diversen Renaissancebauten im Weserraum erworben hatte. Beim Bau des Schlosses Neuhaus bei Paderborn hatte er eine vierflügelige Anlage realisiert und übertrug dieses Konzept nun auf das Detmolder Schloss. Seine typische Handschrift ist an zwei Giebeln der Vorderfront und den beiden vorderen Treppentürmen zu erkennen. 1553 starb Unkair und seine Arbeit wurde vom Flamen Johann Robyn (auch: Jaspero Robijn) mit dem Bau der Renaissancegalerie im Schlosshof fortgesetzt. Baumeister Cord Tönnis vollendete den Neubau mit der Errichtung des Torflügels.
Kleinere Umbauten gab es zu Beginn des 17. Jahrhunderts, um 1620 entstand das Küchenportal und 1673 ließ Graf Simon Heinrich den hinteren Flügel ausbauen – damit war die komplette Anlage in der heutigen Größe vollendet. Unter Graf Friedrich Adolf erfolgte 1715 der Umbau der beiden Langflügel und die Innenausstattung wurde dem Barockstil gemäß verändert. Die Räume erhielten mit Stuck verzierte Decken und Wände, Bemalungen und Wandteppiche. Trotz einiger Umbaumaßnahmen im 18. und 19. Jahrhundert blieb in der Gesamterscheinung des Schlosses bis heute der Zustand des frühen 18. Jahrhunderts erhalten.
Beim Detmolder Schloss handelt es sich um eine Vierflügelanlage mit Treppentürmen in den vier Hofwinkeln. Es entspricht damit dem Vorbild von Schloss Neuhaus bei Paderborn. Dieser für die sogenannte Weserrenaissance in Deutschland charakteristische Baustil entwickelte sich ab etwa 1560 und fand weite Verbreitung. Typisch waren die das Schloss umgebenden hohen Bastionen zur Positionierung von Kanonen und breite Wassergräben, die das Schloss gegen Eindringlinge abriegelten.

## Außenansicht und Innenhof

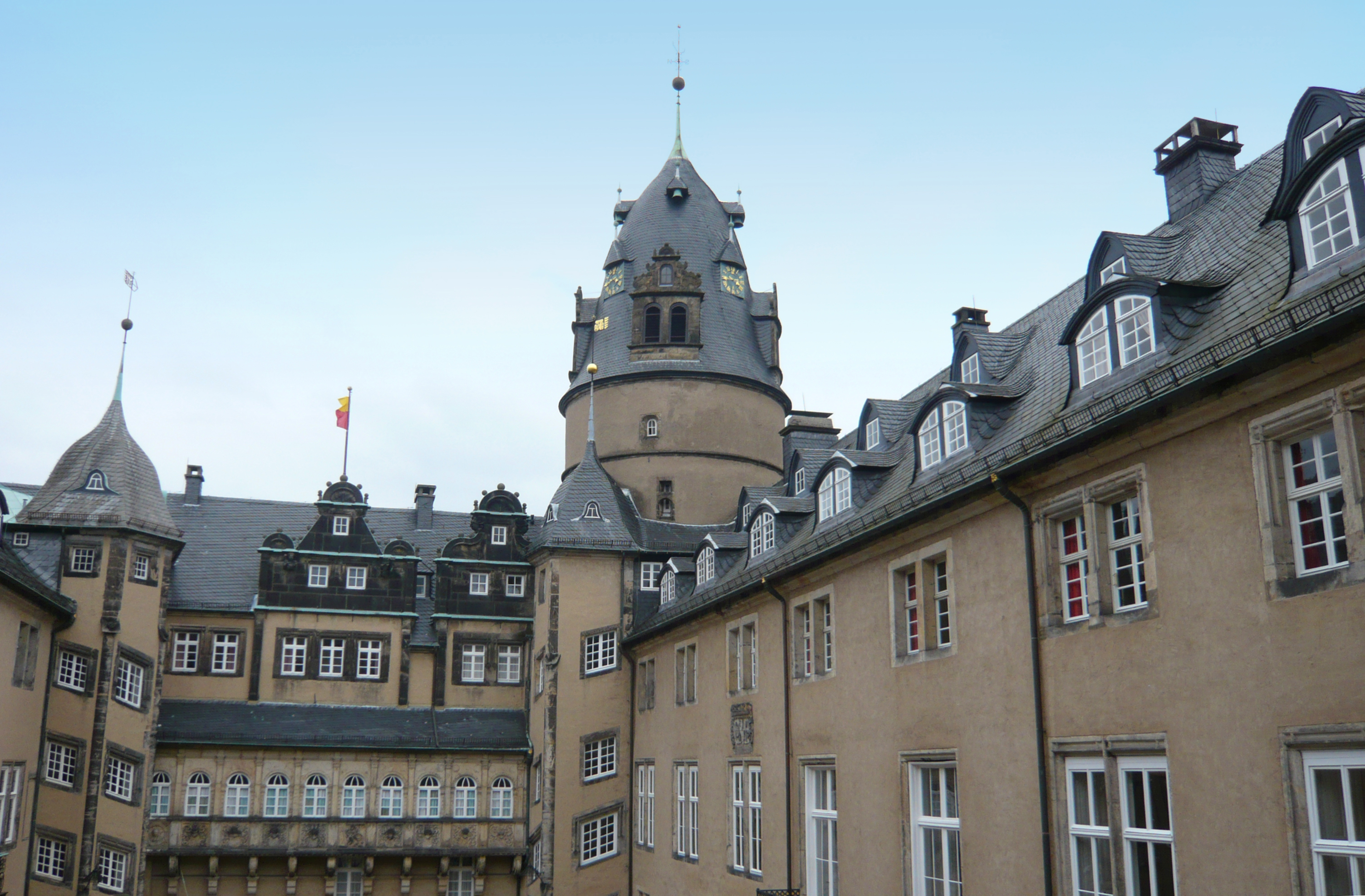
Ansicht des Innenhofs mit Treppentürmen und Steingang.

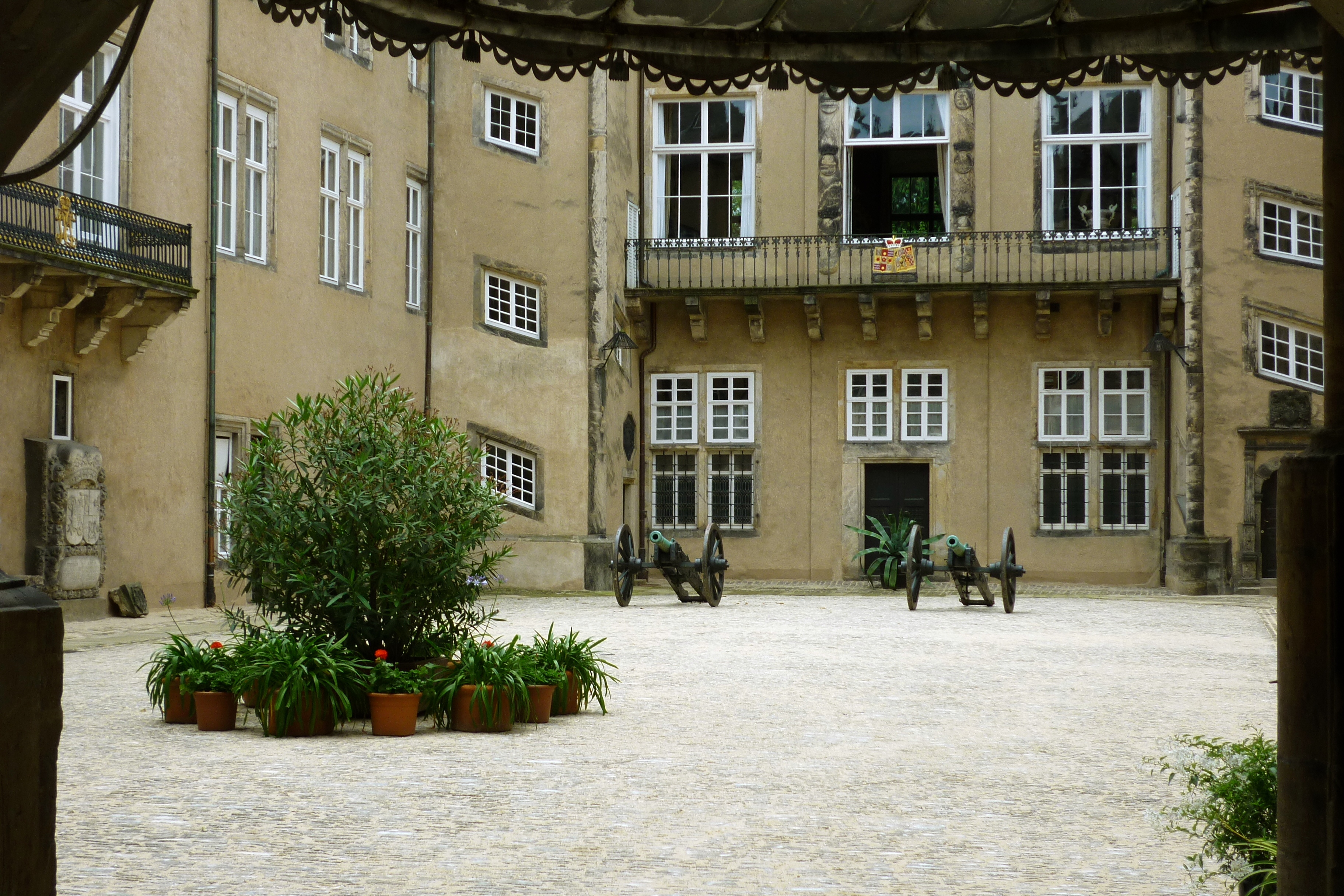
Blick in den Innenhof. Erkennbar sind zwei Treppenhäuser.

Die dem Schlosspark zugewandte Hauptfassade des Schlosses ist, typisch für die Weserrenaissance, asymmetrisch gegliedert. An der linken Seite erhebt sich der im 16. Jahrhundert veränderte Schlossturm, ein unverzichtbarer Bestandteil für ein Renaissanceschloss, der symbolisch auf die Beständigkeit der Herrschaft hinweisen soll.
Der Eingangsflügel zwischen Turm und Tor wurde 1553–1557 vom Baumeister Cord Tönnis gestaltet, während der Flügel rechts des Tores einschließlich der beiden Giebel unter der Leitung von Jörg Unkair vor 1553 entstand. Unkair und Tönnis bevorzugten verschiedene Formen, das zum Beispiel besonders bei den Zwerchgiebeln zu erkennen ist.
Die Fronten der Seitenflügel zum Innenhof wurden zu Beginn des 18. Jahrhunderts schlichter gestaltet. Eine Ausnahme bildet der in seinem ursprünglichen Zustand erhaltene Torflügel, der mit einem vorkragenden verkleideten sogenannten Steingang unter dem Obergeschoss versehen ist. Das Erdgeschoss wird von in Konsolen endenden Pilastern in enger Folge gegliedert, die den darüber liegenden Laufgang tragen. Die Brüstung verziert ein Wappenfries mit der eingemeißelten Jahreszahl 1557. Von links nach rechts zeigen die Brüstungsfelder eine weibliche Büste, die Wappen von Braunschweig, Schaumburg-Lippe, Mansfeld und des Grafen Bernhard VIII. zur Lippe, ein Relief der Justitia, das Wappen der Gemahlin des Grafen, Katharina von Waldeck, ferner die Wappen von Kleve-Mark, Solms und der Landgrafen von Hessen.
In den vier Winkeln des Hofes erheben sich Treppentürme. Schlösser dieser Bauart gab es vor 1550 nur in Paderborn und Dresden, damit stellt das Detmolder Vierflügelschloss ein frühes Beispiel dar. Die beiden östlichen Treppentürme zum Eingang hin hat Jörg Unkair erbaut und sie tragen die Jahreszahlen 1550 (rechts) und 1551 (links). Die Portale zeigen eine für das 16. Jahrhundert typische Mischung aus Formen der späten Gotik und der Renaissance. Ähnliches gilt auch für die Treppenspindeln, die offenbar eine Weiterentwicklung gotischer Treppen sind. Der linke Treppenturm enthält eine Spindel, die als Baumstamm mit abgesägten Ästen dargestellt ist, wobei zu jeder Treppenstufe eine Astgabel gehört.
Der dem Tor gegenüber liegende Westflügel trägt die Jahreszahl 1673 und entstand unter Leitung des Lemgoer Baumeisters Hermann Arndt. Von den beiden Treppentürmen stammt der vom Hof aus gesehene rechte nördliche Turm noch aus der Bauzeit Jörg Unkairs (vor 1653), während der linke erst 1673 gemeinsam mit dem Flügel von Arndt fertiggestellt wurde. Zwischen beiden Türmen verläuft ebenfalls ein Gang über profilierten Konsolen, jedoch wesentlich schlichter gestaltet als der Steingang gegenüber. Das schmiedeeiserne Gitter vor dem Gang und der flache Dreiecksgiebel, der dem gesamten Flügel ein klassizistisches Aussehen verleiht, stammen aus dem Jahr 1845. Der nordwestliche Flügel enthält das vom Baumeister Hans Avenhaus 1620 gestaltete Küchenportal, das stilistisch Renaissance- und Barockelemente enthält.

## Innenansicht und Einrichtungen
Bis auf die von der Fürstenfamilie privat genutzten Räume kann das gesamte Schloss täglich bis auf Montags besichtigt werden. An den Wochenenden werden Führungen angeboten.

### Roter Salon
Über den nordöstlichen Treppenturm ist der Rote Salon im ersten Obergeschoss des Nordflügels zu erreichen. Der mit Stuckornamenten und Deckenmalereien verzierte Empfangsraum wurde zwischen 1700 und 1710 vom Hofmaler Hans Hinrich Rundt ausgestaltet. Die Gemälde zeigen mythologische Figuren und Motive aus der Antike, zum Beispiel Bacchus, Venus, Apoll, Minerva, den Parnass und die neun Musen.

### Ahnensaal
Im Nordflügel befindet sich der Ahnensaal, der die gesamte Breite des Flügels einnimmt. Der Saal, im 18. Jahrhundert von Graf Friedrich Adolf ausgestattet, wurde 1882 vom Münchner Architekten Lorenz Gedon in aufwändiger Neu-Renaissance neu gestaltet. Dabei veranlasste er, dass die zeitgenössischen Gemälde der regierenden Grafen und Fürsten zur Lippe und ihrer Gemahlinnen auf einheitliche Größe beschnitten und in die Wandtäfelung eingelassen wurden. Porträts und Ahnengalerien hatten im feudalen Zeitalter einen hohen Stellenwert und waren in zahlreichen Schlössern des 16. Jahrhunderts zu finden. In den Ahnengalerien wurde der Familienstammbaum dargestellt, um die Rechtmäßigkeit der Herrschaft nachzuweisen. Auf diese Tradition weist auch der Ahnensaal des Detmolder Schlosses hin.

### Elisabethsaal und Empire-Zimmer
Es folgt der 1905–1913 eingerichtete Elisabethsaal mit zwei Bildnissen der Fürstin Elisabeth, Prinzessin von Schwarzburg-Rudolstadt, 1853 von Joseph Karl Stieler gemalt, und einem Bildnis der Fürstin Pauline, um 1790 von Karl Christian Kehrer geschaffen. Der üppige Neurokoko-Spiegel stammt aus der Berliner Porzellan-Manufaktur und sollte ursprünglich um 1920 im Hoftheater aufgestellt werden.
Die beiden Empire-Zimmer aus der Zeit der Fürstin Pauline um 1807 sind mit originalem Mobiliar und einer von Kaiserin Josefine, der Gemahlin Napoleons, an Pauline verschenkten Tischvitrine einschließlich eines Pariser Teeservice ausgestattet. Im anschließenden kleinen Gobelin-Zimmer hängen zwei Wandteppiche, die von 1700 bis 1709 nach Entwürfen von Peter Paul Rubens in der Amsterdamer Werkstatt von Johan de Baen gefertigt wurden und zeigen Darstellungen aus der Geschichte der römischen Konsuln Decius Mus.

### Jagdzimmer und Königszimmer
Im Jagdzimmer, einem Eckzimmer des Westflügels, befindet sich eine Sammlung von Jagdwaffen aus dem 17. bis 19. Jahrhundert und von Jagdtrophäen, sowie ein großformatiges Bildnis des Fürsten Leopold IV., gemalt von Fritz Mackensen. Die Königszimmer nehmen fast den gesamten Westflügel ein. Sie wurden 1709–1710 auf Initiative des Grafen Friedrich Adolf mit Kaminen, kostbaren Parkettfußböden und Stuckrahmendecken von M. Camminata und Domenico Egidio Rossi ausgestattet und erhielten ihren Namen durch den Besuch von König Friedrich I. von Preußen im Jahr 1711. An den Wänden befinden sich acht über vier Meter hohe Wandteppiche mit Szenen aus den Schlachten Alexander des Großen, die in der Werkstatt des Brüsseler Teppichwirkers Jan Frans van der Hecke nach Entwürfen von Charles Le Brun, des Hofmalers Ludwig XIV., um 1670 gefertigt wurden. Die Wandteppiche kamen vermutlich um 1680 nach Detmold, wurden 1956–1964 in München gereinigt und restauriert und beeindrucken durch ihre ausgezeichnete Farbigkeit und räumliche Komposition. Im ersten Königszimmer sind Szenen der Schlacht am Hydaspes und die Gefangennahme des Königs Porus durch Alexander sowie der Empfang Alexanders nach der Schlacht bei Issos im Zelt der persischen Königinnen zu sehen. Im zweiten Königszimmer sind der triumphale Empfang Alexanders in Babylon nach der Schlacht von Arbela und Szenen aus der Schlacht von Arbela dargestellt.

### Fahnenzimmer
Im anschließenden Fahnenzimmer befindet sich der letzte Wandteppich aus dieser Reihe, der den Sieg der Mazedonier bei Arbela und die Flucht des Dareios zeigt. Hier hängt auch die älteste lippische Fahne aus dem Jahr 1651. Drei weitere Wandteppiche aus der ersten Hälfte des 18. Jahrhunderts stellen Parkanlagen des Schlosses Versailles dar. Ein Zigarren- oder Kabinettschrank von 1886 und eine große Porzellanvase, 1893 von Leopold IV. auf der Weltausstellung in Chicago erworben, gehören ebenfalls zum Inventar des Fahnenzimmers. Der Name bezieht sich auf die Lagerung von Fahnen der lippischen Garnison im 19. Jahrhundert in diesem Raum. Im Saalgang befinden sich ein prächtiger böhmischer Glaslüster-Kronleuchter von 1730, Porträts von Mitgliedern des lippischen Herrscherhauses und prominenten Gästen und eine reich verzierte englische Standuhr von Joshua Seddon aus dem frühen 19. Jahrhundert.

## Der Schlossplatz

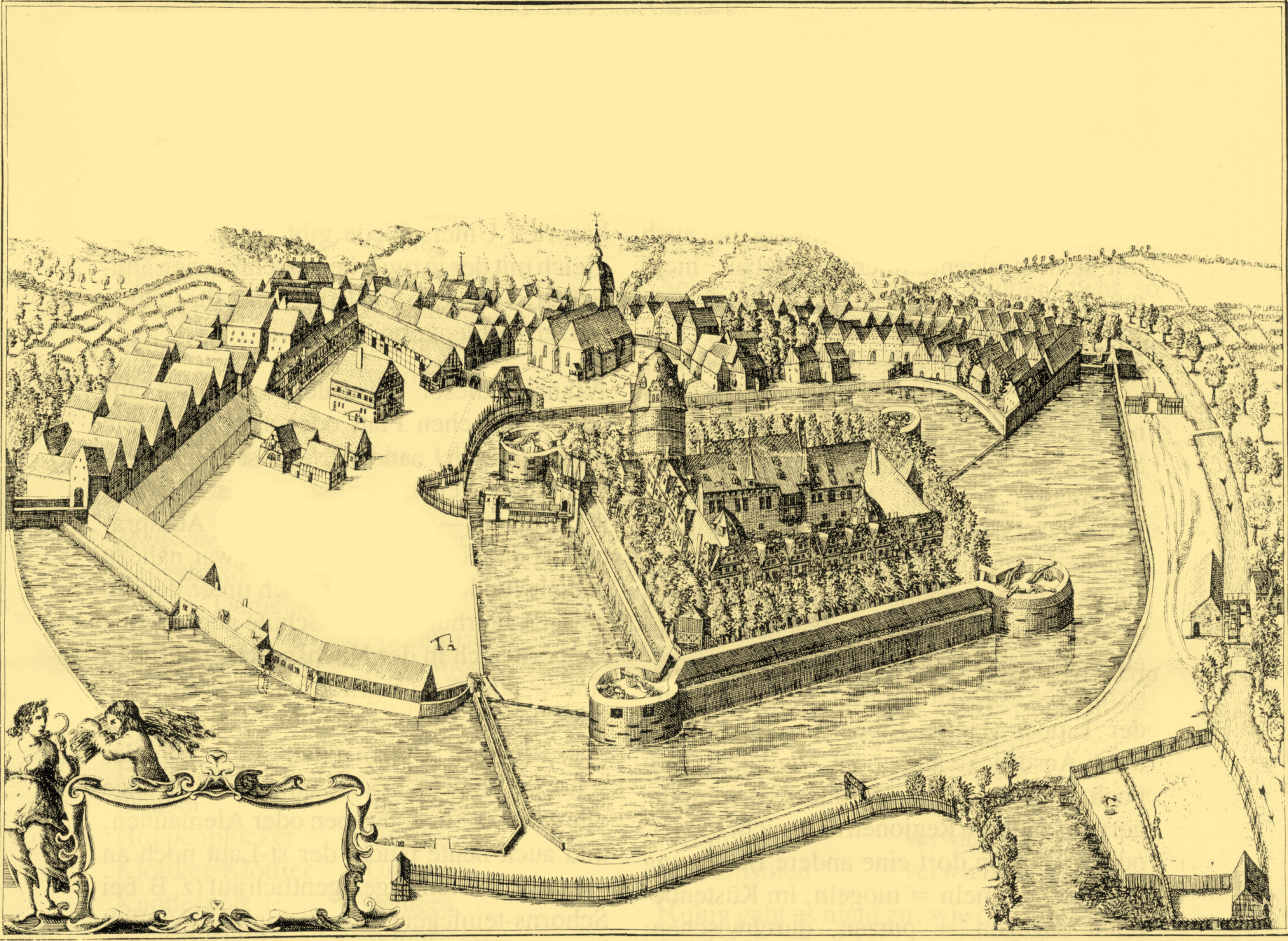
Stadt und Schloss Detmold, Kupferstich von Elias van Lennep, 1663.

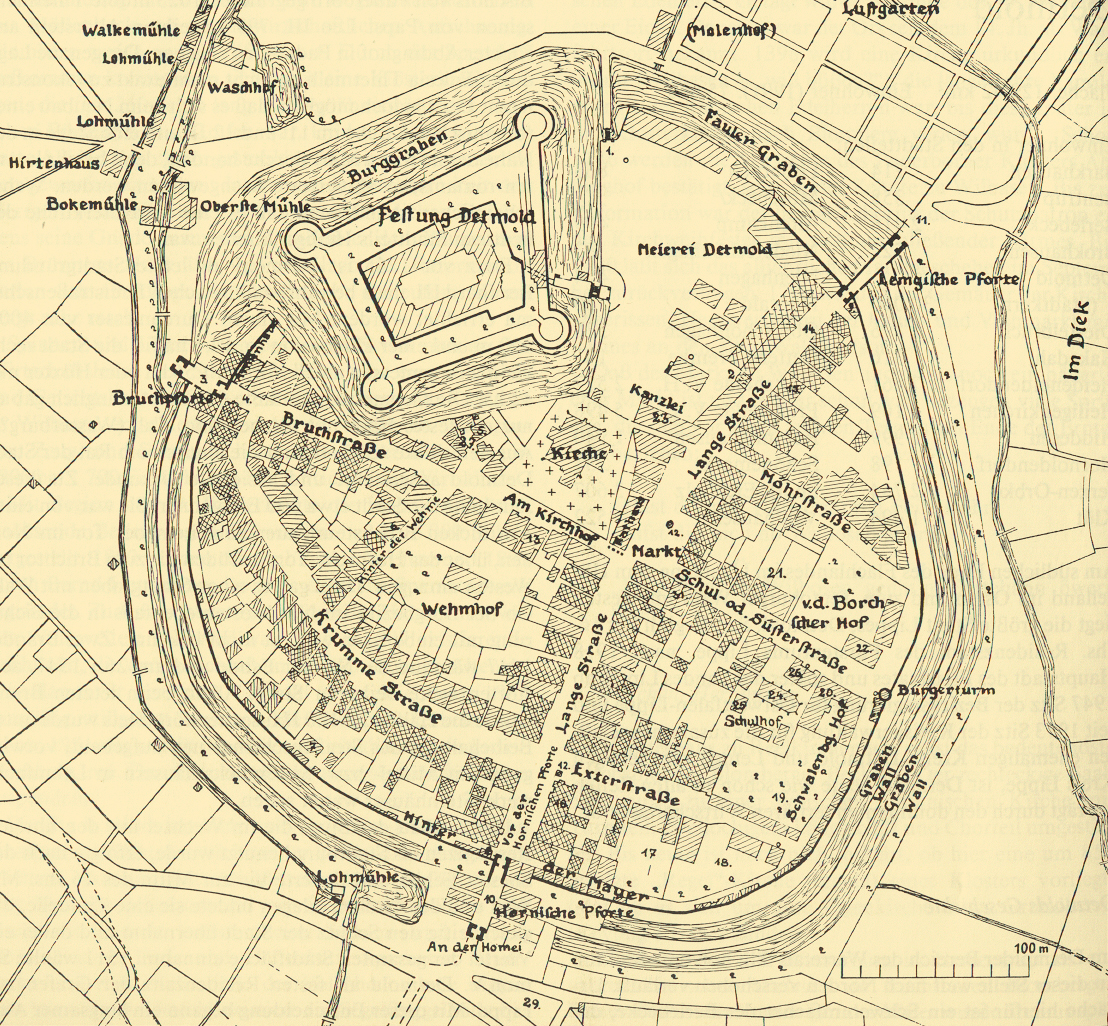
Stadtplan der Stadt Detmold von 1660.

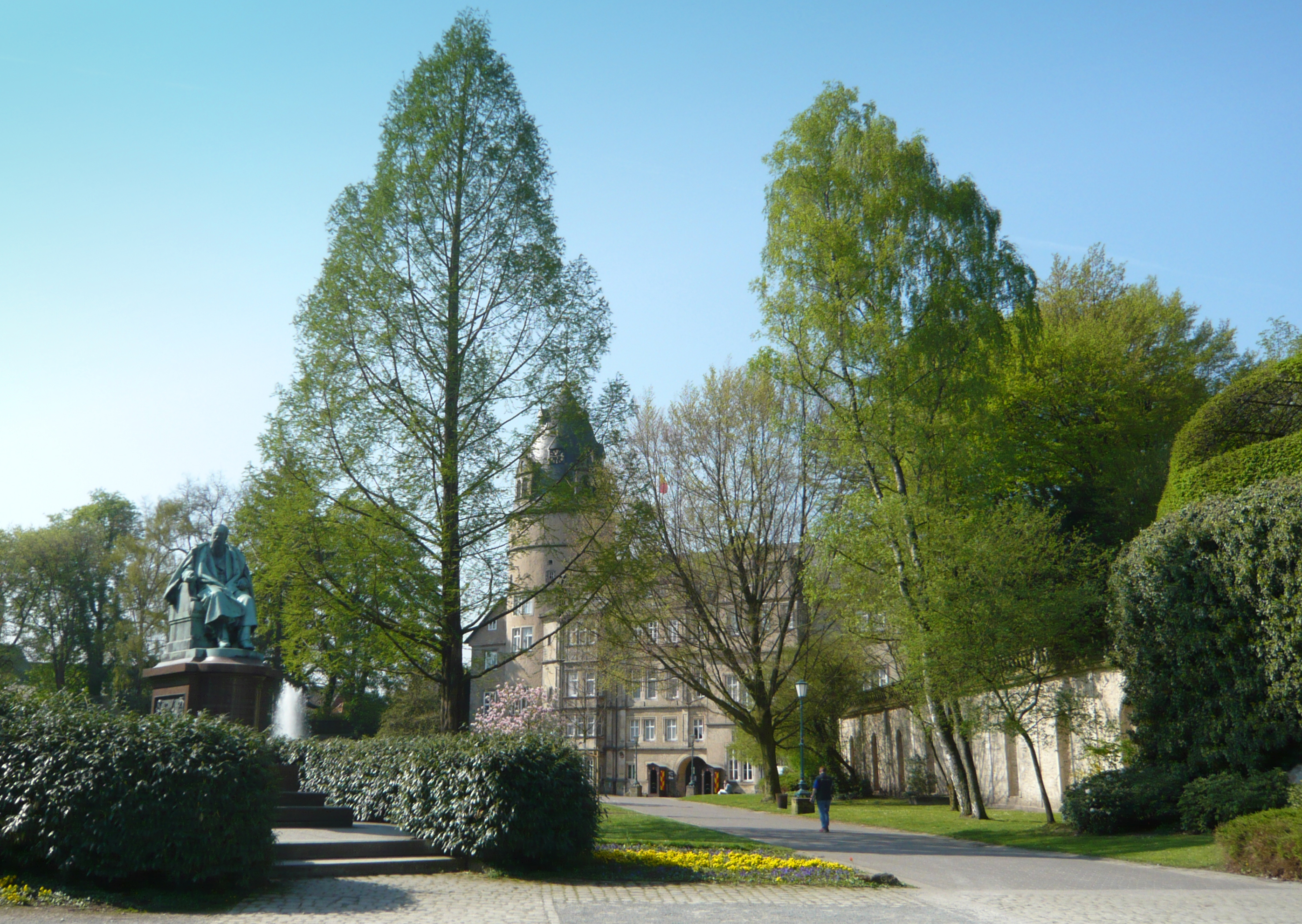
Schlossplatz mit Denkmal für den Grafregenten Ernst zu Lippe-Biesterfeld

Etwa ein Viertel der Detmolder Altstadt umfasst das Schloss mit dem dazugehörenden Burggraben und dem Schlossplatz. Auf einem alten Stich des holländischen Zeichners und Kupferstechers Elias van Lennep von 1663 ist sehr gut zu erkennen, wie das Schloss und seine Umgebung in der Mitte des 17. Jahrhunderts ausgesehen hat. Neben dem Schloss selbst mit seinen Bastionen und Wassergräben, über die an zwei Stellen eine Zugbrücke führte, ist oberhalb des Schlossplatzes die Meierei zu erkennen, in der Lebensmittel für die Schlossbewohner hergestellt wurden. Ein schmaler Zugang, Hasenpforte genannt, verband den Schlossplatz mit der Langen Straße, während der Zugang zum Schloss durch eine Zugbrücke, die Schlosswache, das Wallgemach und einen gedeckten Gang gesichert wurde.
Die Schlossbefestigungen mit Mauern und Eckrondellen sind noch heute fast vollständig erhalten, ebenso der breite Wassergraben oder Burggraben an der Süd- und Westseite des Schlosses. Der Burggraben wird durch einen künstlichen Wasserlauf gespeist, der als Kanal um die Altstadt herumführt und zum Schloss geleitet wird.
Der heutige Schlossplatz wurde in der zweiten Hälfte des 18. Jahrhunderts auf dem Gelände der herrschaftlichen Meierei angelegt, die um 1736 an den Stadtrand zur neu gegründeten Meierei Johanettental umziehen musste. Von 1780 bis 1800 entstanden nach Plänen des Landesbaumeisters Christian Teudt langgestreckte Flügelbauten mit Eckpavillons, genügend Platz für den Marstall, eine Reitbahn und Wagenremisen. Das bestehende Dikasterialgebäude an der Südseite des Platzes wurde in die neue Bebauung integriert. Die Neubauten hatten außerdem Einrichtungen der lippischen Landesverwaltung aufzunehmen, wie die Kanzlei, das Landesarchiv, das Hofgericht und diverse Wohnungen für Bedienstete. 1951–1953 wurde die ehemalige Reithalle zur Detmolder Stadthalle umgebaut.
Der eigentliche Schlossplatz wurde in der ersten Hälfte des 19. Jahrhunderts zu einem Englischen Park umgestaltet. Das spätbarocke Hauptportal an der Langen Straße bildet mit seinem Wechsel aus Pfeilern mit steinernen Vasen und schmiedeeisernen Gittern einen stattlichen Abschluss des Parks. Der große Springbrunnen mit beleuchteter Fontäne vor dem Schloss wurde um 1900 angelegt. Der kleine achteckige Springbrunnen im östlichen Teil des Parks stammt wahrscheinlich aus dem Friedrichstaler Park.
Zu Beginn des 20. Jahrhunderts begann man mit der Aufstellung von Denkmälern. Am nordwestlichen Eingang vom Theatervorplatz aus steht ein Bronzedenkmal für den Grafregenten Ernst zur Lippe-Biesterfeld (1897–1904). Beim achteckigen Springbrunnen befindet sich ein Mahnmal, das der im Krieg von 1866 gefallenen Lipper gedenkt, sowie der Kriegsgefangenen und Verschleppten des Zweiten Weltkriegs. Eine Porträtbüste von Johannes Brahms wurde nahe dem Hauptportal aufgestellt und seitlich des „Kirchbogens“ am Durchgang zum Marktplatz befindet sich eine Bronzeplakette, die an Fürstin Pauline erinnert. Schließlich befindet sich im Durchgang zum Rosental eine bewegliche Metallplastik des Berliner Künstlers Hein Sinken von 1970 und die 1965 aufgestellte neugotische Bronzeglocke aus der Kreuzkirche von Detmolds schlesischer Partnerstadt Sagan.